# Uromyces peckianus
Uromyces peckianus ist eine Ständerpilzart aus der Ordnung der Rostpilze (Pucciniales). Der Pilz ist ein Endoparasit von Fuchsschwanzgewächsen sowie des Süßgrases Distichlis spicata. Symptome des Befalls durch die Art sind Rostflecken und Pusteln auf den Blattoberflächen der Wirtspflanzen. Sie ist in Nordamerika verbreitet.

## Merkmale

### Makroskopische Merkmale
Uromyces peckianus ist mit bloßem Auge nur anhand der auf der Oberfläche des Wirtes hervortretenden Sporenlager zu erkennen. Sie wachsen in Nestern, die als gelbliche bis braune Flecken und Pusteln auf den Blattoberflächen erscheinen.

### Mikroskopische Merkmale
Das Myzel von Uromyces peckianus wächst wie bei allen Uromyces-Arten interzellulär und bildet Saugfäden, die in das Speichergewebe des Wirtes wachsen. Die becher- oder zylinderförmigen Aecien der Art besitzen 18–20 × 16–18 µm große, hellgelbliche Aeciosporen mit warziger Oberfläche. Die gelbbraunen Uredien des Pilzes wachsen oberseitig auf den Wirtsblättern. Ihre gelbbraunen Uredosporen sind 18–24 × 18–24 µm groß, zumeist kugelig bis gedrückt kugelig und stachelwarzig. Die beid- oder blattoberseitig wachsenden Telien der Art sind schwärzlich, kompakt und früh unbedeckt. Die kastanienbraunen Teliosporen sind einzellig, in der Regel eiförmig bis ellipsoid und 24–36 × 20–26 µm groß. Ihre Stiele sind farblos bis gelblich und bis zu 80 µm lang.

## Verbreitung
Das bekannte Verbreitungsgebiet von Uromyces peckianus umfasst die Ost- und Westküste des gemäßigten Nordamerikas.

## Ökologie
Die Wirtspflanzen von Uromyces peckianus sind für den Haplonten Fuchsschwanzgewächse (Amaranthaceae spp.) sowie Distichlis spicata für den Dikaryonten. Der Pilz ernährt sich von den im Speichergewebe der Pflanzen vorhandenen Nährstoffen, seine Sporenlager brechen später durch die Blattoberfläche und setzen Sporen frei. Die Art durchläuft einen Entwicklungszyklus mit Spermogonien, Aecien, Telien und Uredien und vollzieht einen Wirtswechsel.